# Lepanthes gracillima
Lepanthes gracillima är en orkidéart som beskrevs av Endres och Carlyle August Luer. Lepanthes gracillima ingår i släktet Lepanthes och familjen orkidéer.
Artens utbredningsområde är Costa Rica. Inga underarter finns listade i Catalogue of Life.